# Il ritorno di Ulisse (serie televisiva)
Il ritorno di Ulisse (Odysseus) è una serie televisiva creata da Frédéric Azémar per il canale televisivo franco-tedesco Arte, liberamente ispirata all'Odissea di Omero.
La serie è una co-produzione internazionale nata dalla collaborazione tra Francia, Portogallo e Italia, prodotta dalla Moviheart di Massimiliano La Pegna e acquisita da Rai Fiction.
Ha debuttato in Francia sulla rete televisiva Arte il 13 giugno 2013.

## Trama
La serie segue le gesta di Ulisse dopo il suo ritorno a Itaca, a vent'anni dalla sua partenza. Questa fiction non narra la medesima storia del poema, ma mostra cosa succede dopo la fine dell'opera originale e dopo la strage dei Proci: in questa storia si vede un Ulisse buono col suo regno, ma severo allo stesso tempo, poiché pensa che tutti lo vogliano uccidere, compresi i congiurati figli dei Proci, il suo stesso figlio Telemaco e la sua famiglia. Gli antagonisti veri sono il capo spartano dei congiurati, Palamede, e un Menelao traditore che, come re di Sparta e di tutta la Grecia da quando è morto il fratello Agamennone, uccide donne, bambini e vuole scatenare una guerra civile ad Itaca, specie quando manda un ragazzo, Orione, figlio di uno dei pretendenti, ad uccidere Ulisse. Inoltre verrà mostrato l'amore di Telemaco per Clea, una bella donna troiana che è stata fatta schiava da Ulisse, ed anche un giovane Omero, narratore delle gesta di Ulisse.